# Lynn Goldsmith
Lynn Goldsmith (1948) es una compositora musical, directora de cine y  fotógrafa retratista de celebridades y figuras del rock estadounidense. También ha realizado fotografía artística con imágenes conceptuales y de sus pinturas. En 1985 ganó el premio World Press Photo. En la década de los ochenta compuso canciones y creó la banda Will Powers. En 2023, formó parte de un caso de la Corte Suprema de Estados Unidos que trataba sobre los derechos de autor relacionados con una serie de retratos serigrafiados de Andy Warhol basados en una foto de Goldsmith del músico Prince.

## Datos biográficos
Goldsmith nació en Detroit en 1948. Asistió a la Universidad de Michigan, donde, en tres años,  obtuvo  la graduación cum laude en Inglés y Psicología. Tras dejar la universidad en1969 formó parte de la plantilla del sello discográfico Elektra Records. Dos años más tarde conoció a Joshua White y trabajó con él como directora de Joshua TV. Ese mismo año, Goldsmith ingresó en el Gremio de Directores de Estados Unidos. En 1972, dirigió In Concert de ABC. Después de realizar un documental sobre Grand Funk Railroad para ABC, hizo una película sobre la banda titulada We're an American Band, en 1973,  y se convirtió en manager de la banda.
A mediados de la década de 1970, dejó la dirección y la gestión para centrarse en la fotografía. Fundó la Agencia  Fotográfica LGI, una organización que representaba el trabajo de más de doscientos fotógrafos de todo el mundo y la primera agencia  especializada en ofrecer servicios de retratos de celebridades para uso editorial. Durante ese tiempo también escribió canciones, creó la banda Will Powers y firmó con Island Records. LGI se vendió a la agencia Corbis en 1997 para que Goldsmith pudiera centrarse en la creación de imágenes. Hizo reportajes fotográficos de las vidas de Bruce Springsteen, Michael Jackson, Bob Dylan, Patti Smith y de las giras de los Rolling Stones. Sus fotografías se han utilizado para ilustrar portadas de revistas, libros y álbumes musicales.

### Galería

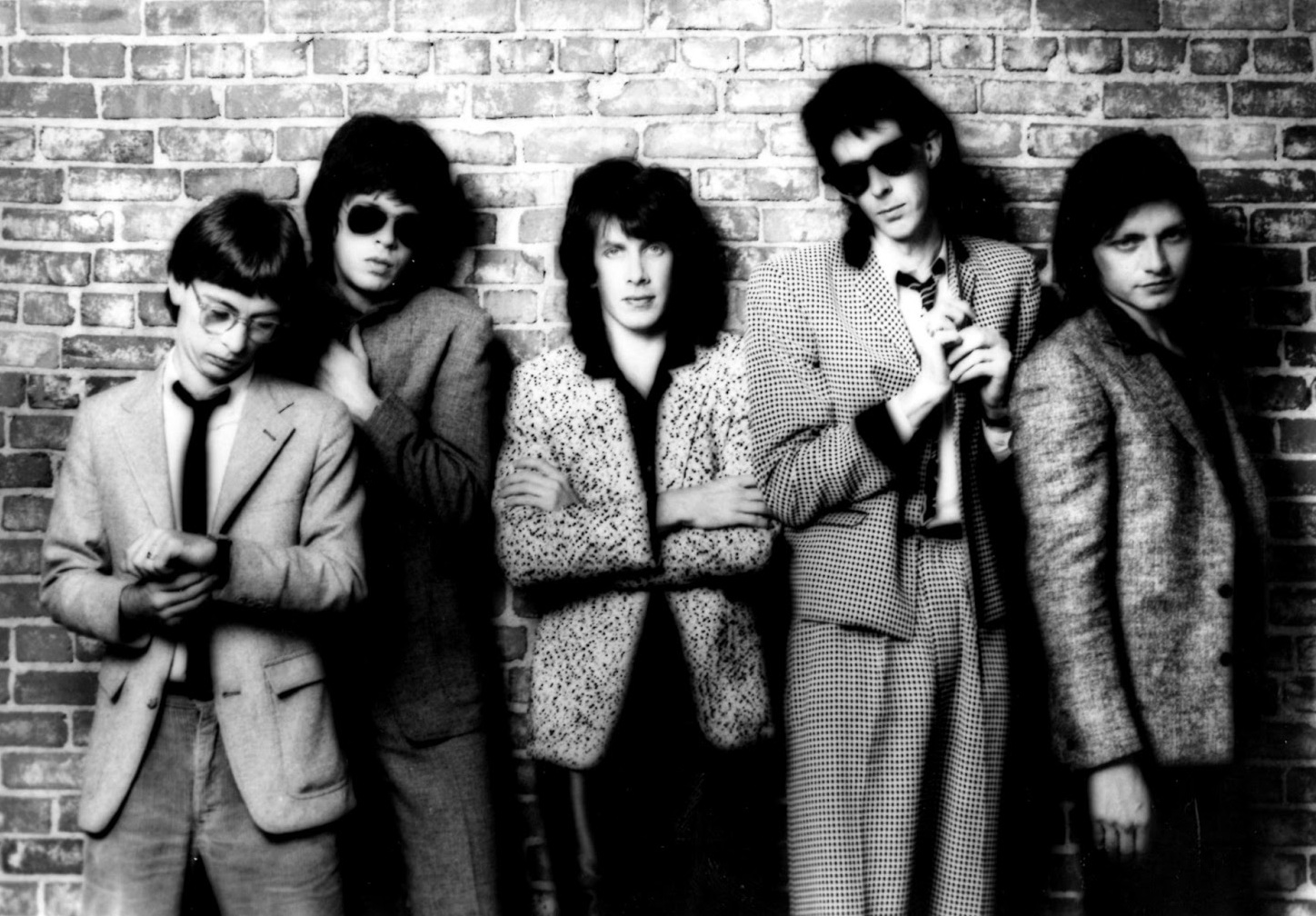
The Cars, 1980
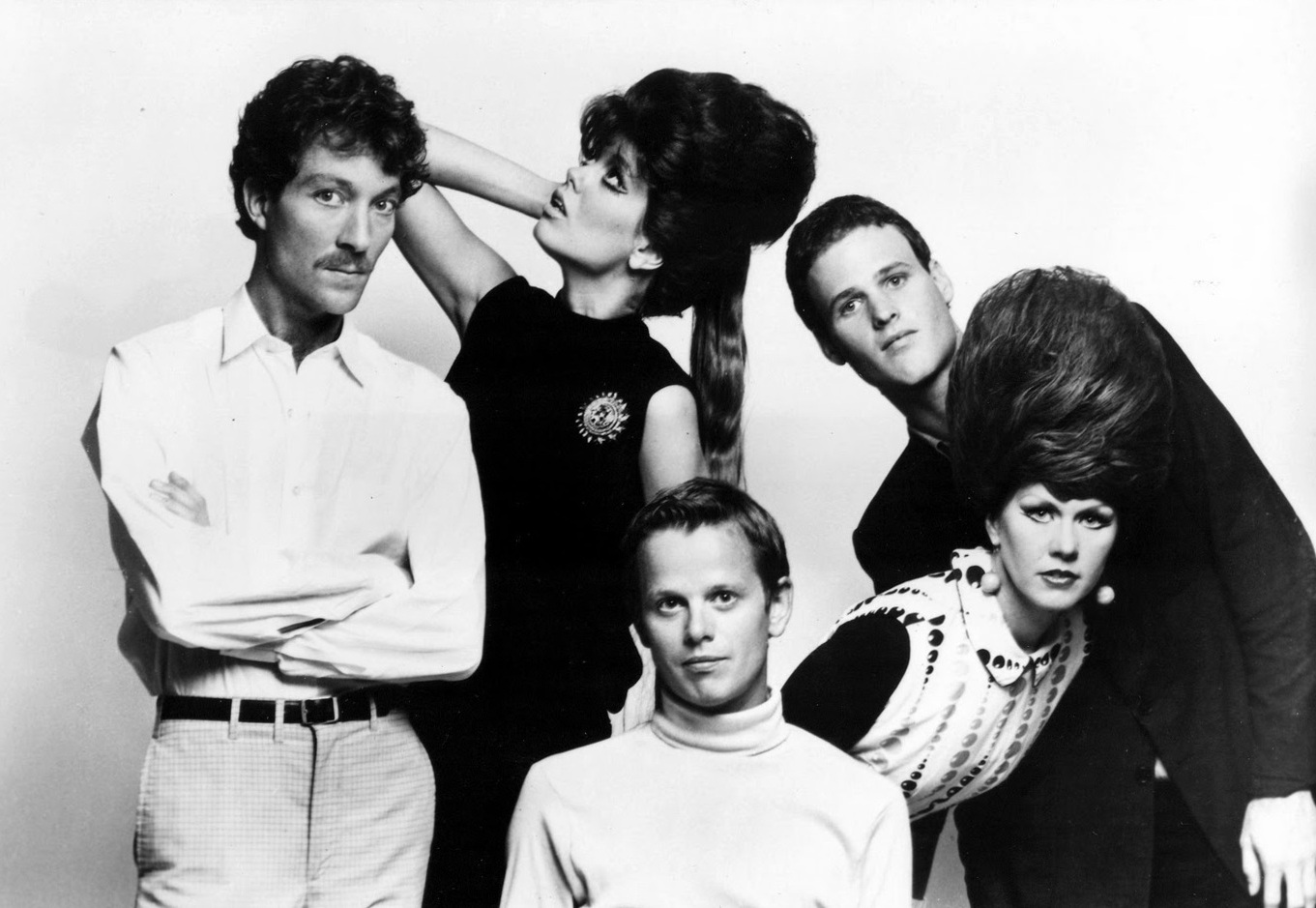
The B-52s, 1980
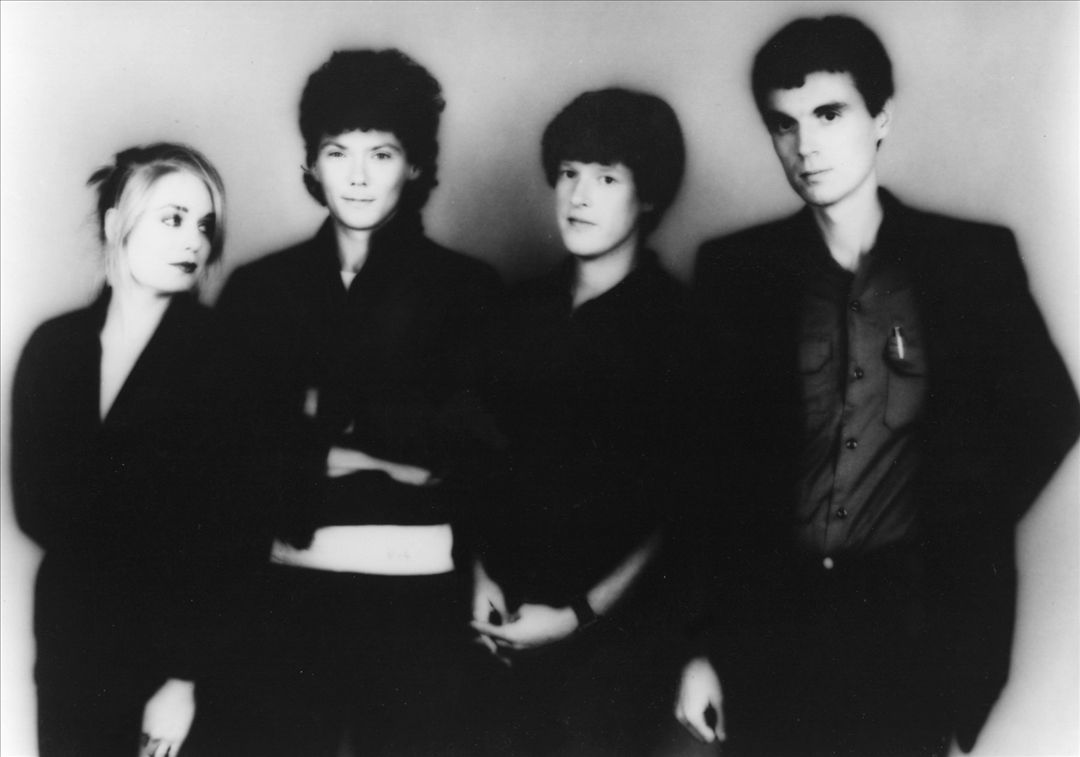
Talking Heads, 1980

## Demanda de la Fundación Andy Warhol  contra Goldsmith
En 2016, la Fundación Andy Warhol interpuso una demanda preventiva en un tribunal federal contra Goldsmith, quien a continuación hizo un requerimiento alegando la infracción de los derechos de autor de un retrato de Prínce que había realizado en 1981. La Fundación argumentó que el "uso legal" de la imagen por parte de Warhol estaba amparado por la ley de derechos de autor ya que Warhol "transformó" la imagen.
La Fundación Warhol ganó en el tribunal federal y Goldsmith recurrió y ganó en el Tribunal de Apelaciones del Segundo Circuito. La Fundación apeló la decisión y Goldsmith ganó nuevamente. La Fundación Warhol presentó entonces un recurso ante la Corte Suprema de los Estados Unidos. El caso se conoció el 20 de octubre de 2022.  El 18 de mayo de 2023, la Corte Suprema se puso del lado de Goldsmith en una votación de 7 a 2.

## Publicaciones
- Springsteen. Sidgwick & Jackson, 1985. ISBN 978-0283992148.
- New Kids. Rizzoli, 1990. ISBN 978-0847813049.
- Circus Dreams. Rizzoli, 1991. ISBN 978-0847814473.
- Marky Mark. Harper Perennial, 1992. ISBN 978-0060950033.
- Photodiary: A Musical Journey. Rizzoli, 1995. ISBN 978-0847818761.
- Flower. Rizzoli, 2000. ISBN 978-0847822584.
- Springsteen: Access All Areas. Rizzoli, 2000. ISBN 978-0789303929.
- Rock and Roll. Abrams, 2007. ISBN 978-0810994058.
- The Police: 1978–1983. Little, Brown, 2007. ISBN 978-0316005913.
- The Looking Glass. Insight, 2011. ISBN 9781933784946.
- Rock and Roll Stories. Abrams, 2013. ISBN 978-1419709586.[12]
- KISS: 1977–1980. Rizzoli, 2017. ISBN 978-0847860128.[13]
- Patti Smith: Before Easter After. Taschen, 2019.[14][15]
- Music in the '80s. Rizzoli, 2022. ISBN 978-0847872251.
- 'Bruce Springsteen and The E Street Band- Darkness on The Edge of Town' Taschen 2023

## Premios
- 2021: Lifetime Achievement in Portraiture, Lucie Awards[16][17]
- 1985: Premio World Press Photo.